# Gradeerwerk

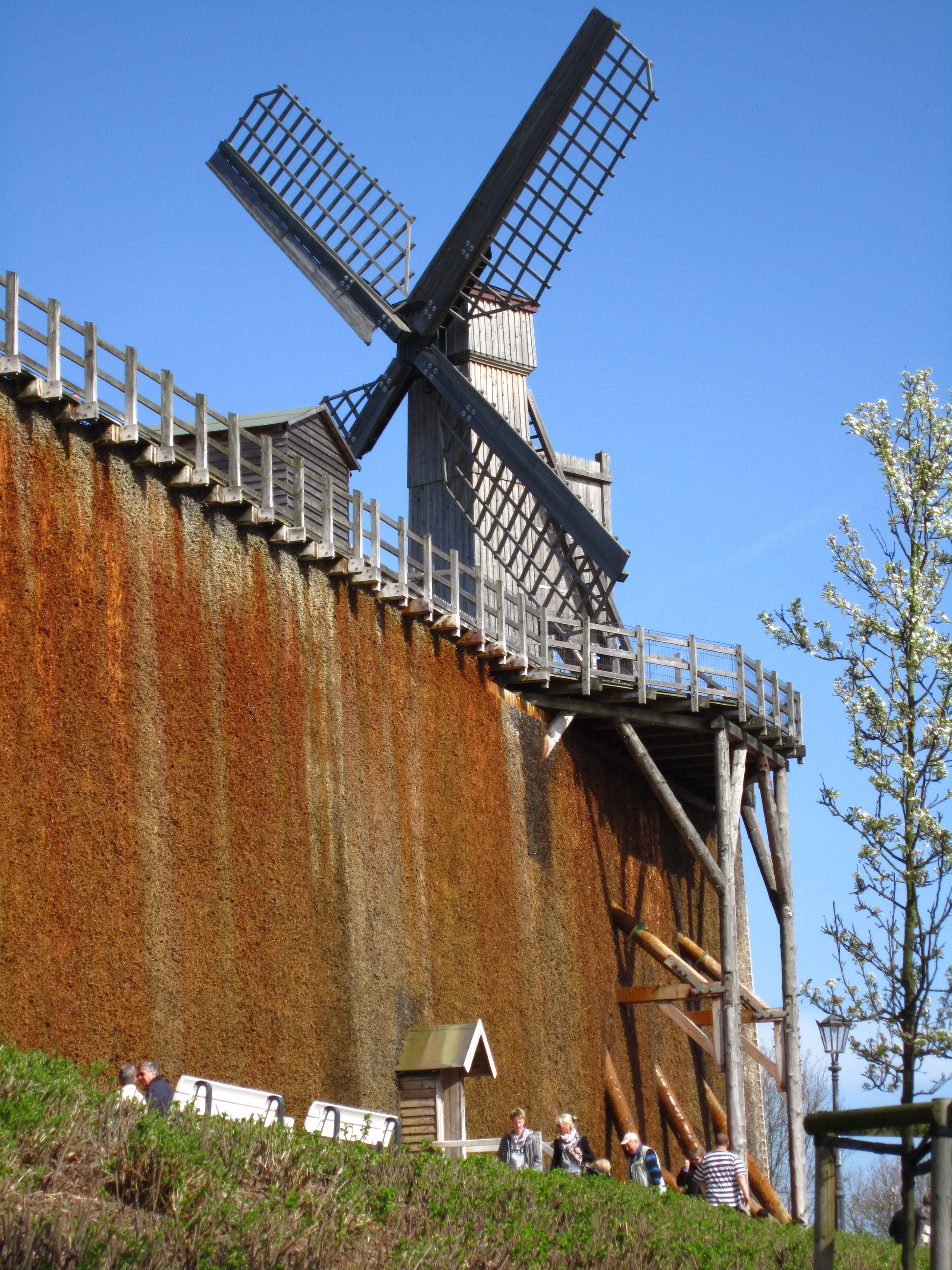
Gradeerwerk in Bad Rothenfelde

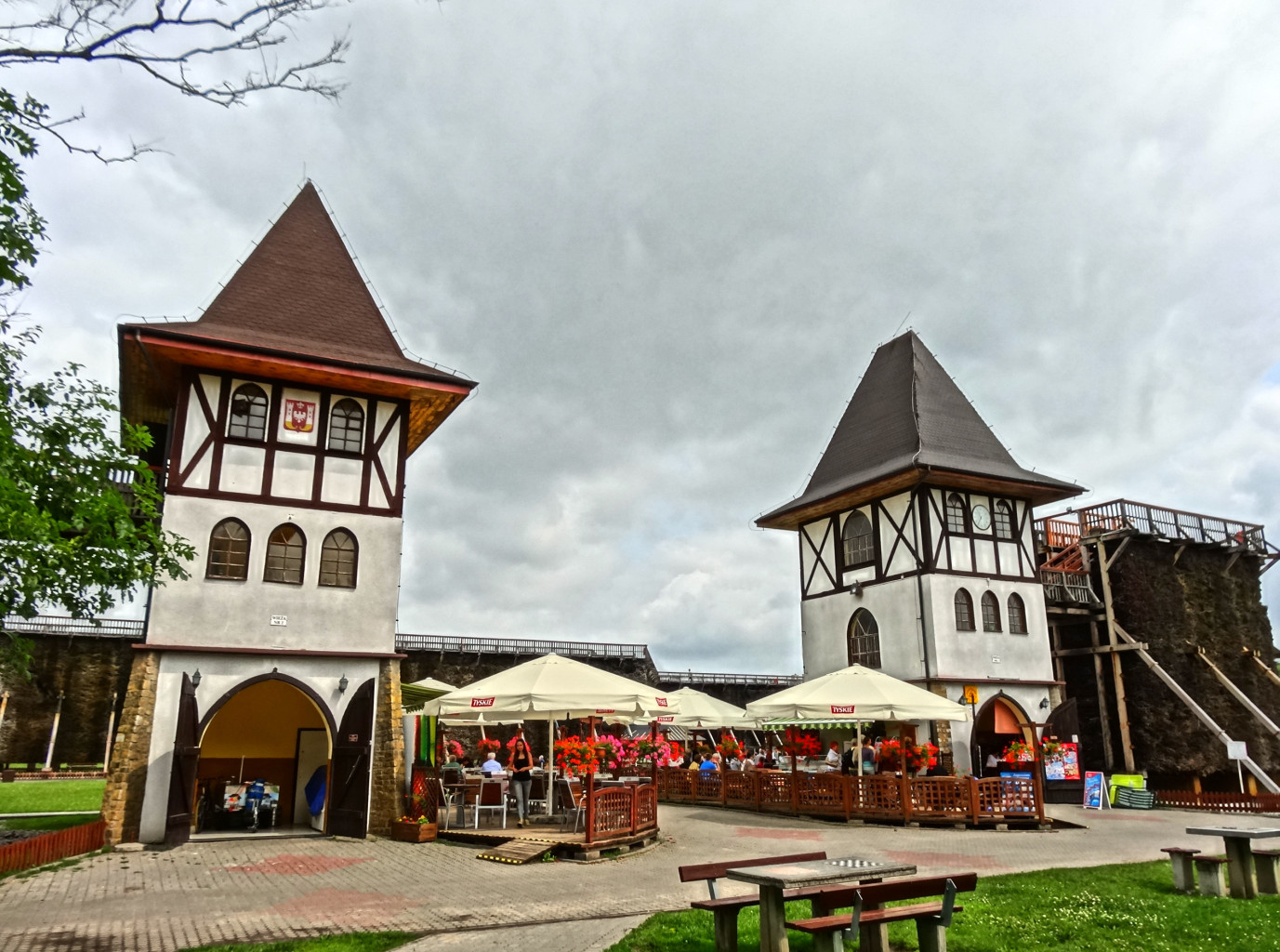
Gradeertorens bij Inowrocław

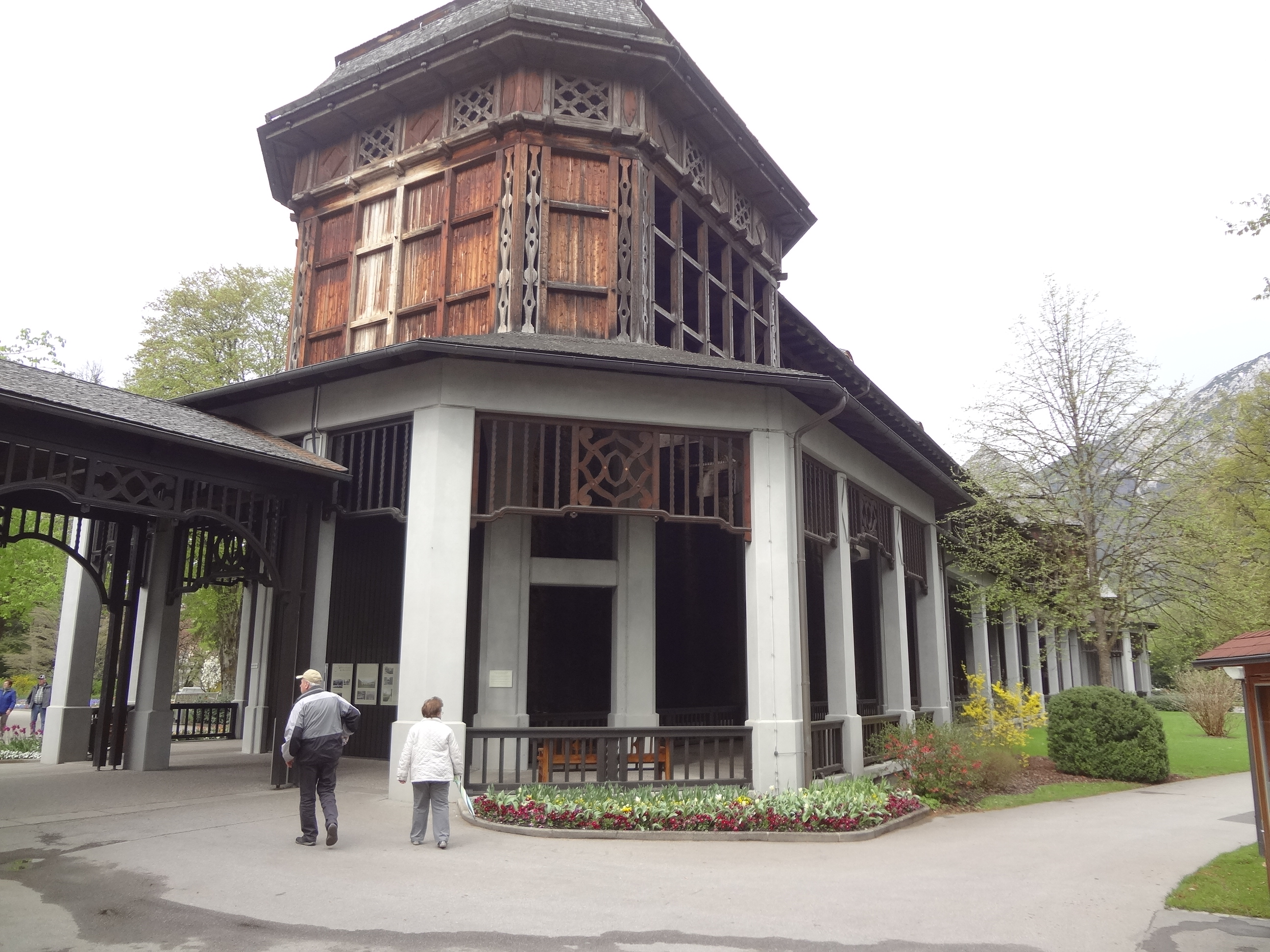
Gradeertoren bij Bad Reichenhall

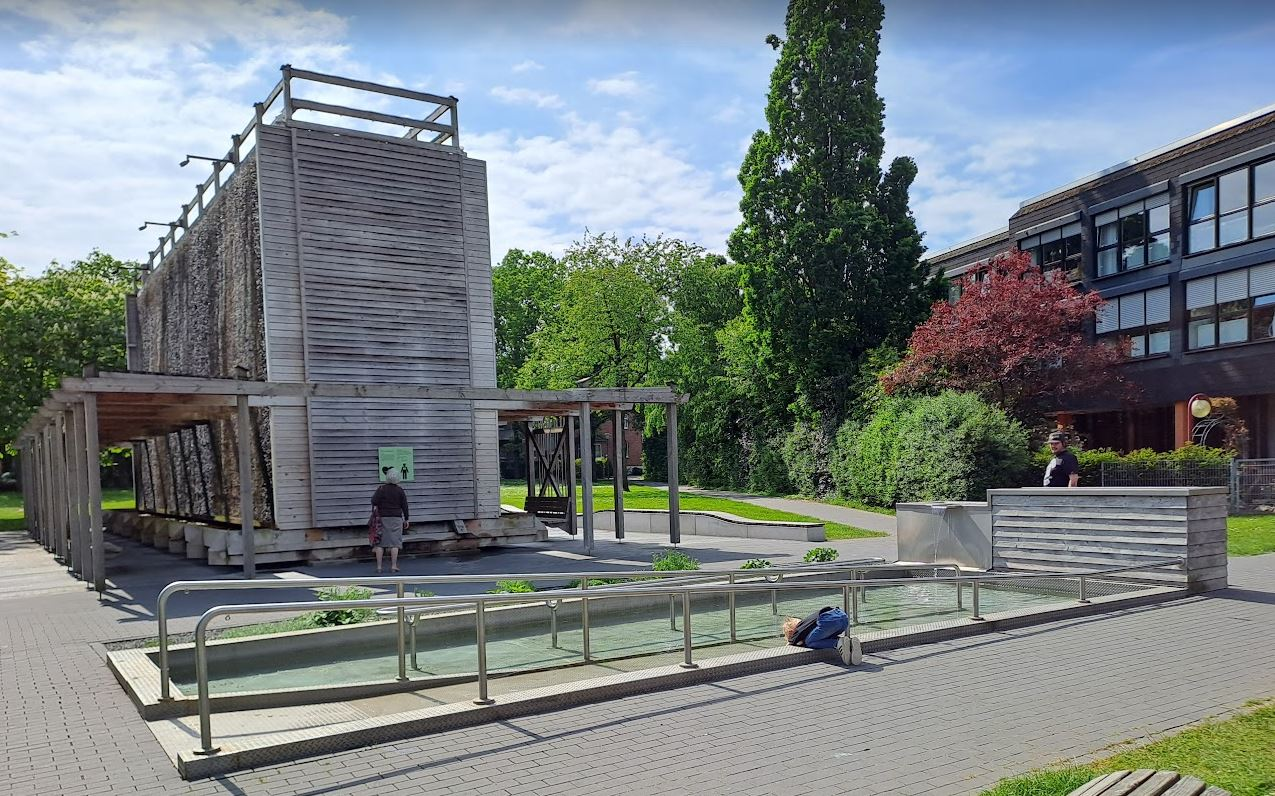
Gradeerwerk in het kuurpark van Xanten met een kneipp voetbad in de voorgrond

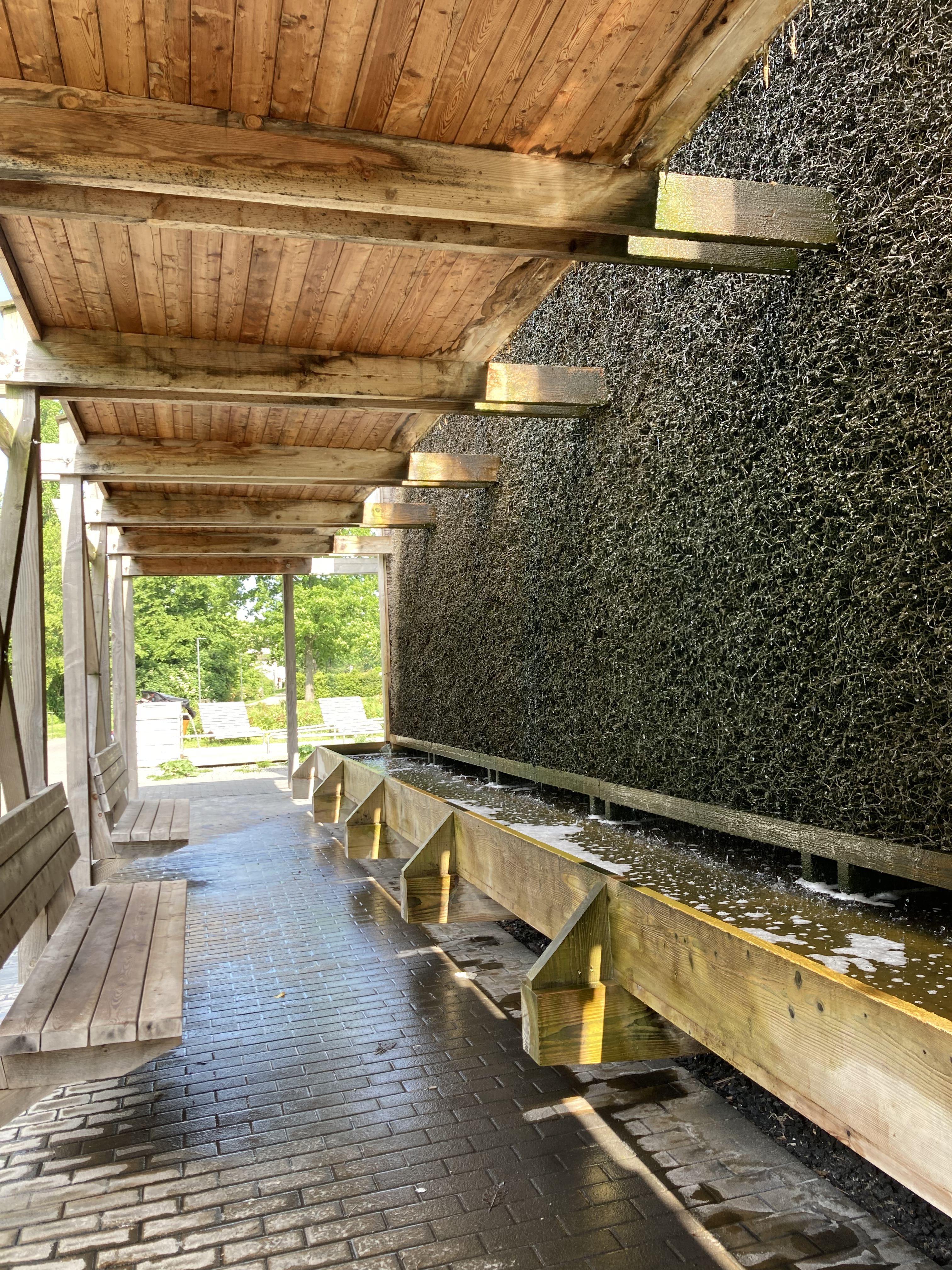
Zicht op de takkenbos en de banken van het gradeerwerk in Xanten

Een gradeerwerk is een installatie ten behoeve van de zoutwinning, waarmee het zoutgehalte in water wordt verhoogd door verdamping, waarna verdere verwerking in een zoutziederij aanzienlijk minder energie kost.

## Principe
Het gradeerwerk bestaat uit een toren met een hoge muur van hout, waarin bossen van fijne takken van meestal sleedoorn zijn verwerkt. Deze takjes moeten eens in de 5 à 10 jaar worden vervangen, onder meer vanwege afzetting van mineralen. Het water laat men van boven af door de takkenbossen sijpelen, waarbij het onder invloed van zonnewarmte en wind verdampt. Hierdoor neemt het zoutgehalte in het water toe. Andere mineralen, zoals kalk, worden op de takjes afgezet waardoor een zuiverder zoutoplossing ontstaat.
Gradeerwerken worden behalve voor de zoutwinning ook gebruikt als kuuroorden, vanwege de (verondersteld) gunstige eigenschappen van de zilte lucht, die doet denken aan zeelucht. Een rustige, normale ademhaling in de buurt van het gradeerwerk zal  het slijmvlies van de neus tot in de kleinste longblaasjes bedekken met een laagje pekel die in verhoogde concentratie aanwezig is in de aerosolen die door de waterval van druppels ontstaan. Dit kan onschadelijke infecties en chronische aandoeningen van de luchtwegen verlichten.

## Plaatsen met gradeerwerken
Men vindt gradeerwerken in Duitsland, maar ook in Oostenrijk en Polen.

### Duitsland
| - Kevelaer - Duisburg (Mattlerbusch) - Bad Dürkheim - Bad Dürrenberg - Essen - Bad Essen - Bad Frankenhausen/Kyffhäuser - Hamm - Bad Karlshafen - Bad Kissingen - Bad Kreuznach | - Bad Kösen - Bad Laer - Lüneburg - Bad Münder am Deister - Bad Münster am Stein-Ebernburg - Bad Nauheim - Oelsnitz/Erzgeb. - Bad Oeynhausen - Bad Orb - Bad Rappenau | - Bad Reichenhall - Rheine - Bad Rothenfelde - Bad Salzdetfurth - Salzkotten - Bad Salzuflen - Bad Salzungen - Bad Sassendorf - Schönau am Königssee - Schönebeck | - Bad Sooden-Allendorf - Bad Staffelstein - Bad Sulza - Bad Westernkotten - Xanten, uit 2019, H=8,34m, L=20,7m |  |

### Oostenrijk
- Altaussee
- Bad Hall

### Polen
- Ciechocinek (Gradeertorens van Ciechocinek)
- Gołdap
- Grudziądz
- Inowrocław
- Konstancin-Jeziorna
- Legionowo
- Rabka Zdrój
- Radlin
- Wieliczka (Wieliczka-zoutmijn)
- Chorzow
- Cieplice Śląskie-Zdrój